# Rasendranoro
La princesse Rasendranoro de Madagascar, née en 1860 sur l'île et morte exilée à Alger le 9 novembre 1901, est une princesse malgache, la sœur aînée de la reine Ranavalona III, et une des arrière-petites-filles du roi Andrianampoinimerina. Elle a accompagné Ranavalona III lorsque celle-ci a été contrainte par les troupes françaises à l'exil à La Réunion, puis en France et en Algérie française.

## Biographie
Née en 1860, la princesse Rasendranoro est la fille de la princesse Raketaka de Madagascar et d'Andriantsimianatra. 
Elle se marie avec le docteur Andrianaly, première personne de Madagascar à avoir obtenu le titre de médecin, devenu directeur de l'hôpital d'Antananarivo. Elle a un fils et deux filles de ce premier mari,. 
Le fils est le prince Rakotomena, né dans la deuxième moitié des années 1870, qui, jeune adulte, se fait connaître par ses frasques. Marié ultérieurement, ce prince a une descendance, dont une fille, la princesse Razanebelo, aide les rebelles lors de l'insurrection malgache de 1947 contre les Français. Les deux filles de la princesse Rasendranoro sont la princesse Rasoherina et la princesse Razafinandriamanitra. Rasoherina, un temps considérée comme héritière possible de la couronne, est adoptée par sa tante, la reine Ranavalona III. Elle meurt jeune, avant 1895, et est inhumée à Ilafy. Sa sœur, Razafinandriamanitra, naît en 1882. Reconnue elle aussi comme héritière présomptive de la couronne, elle est également adoptée par la reine Ranavalona III. Elle meurt de complications après un accouchement en 1897.
La princesse Rasendranoro divorce en 1883 de ce docteur Andrianaly, qui a été condamné quelque temps auparavant pour des violences faites à sa femme. Un peu avant ce divorce, en juillet 1883, la reine de Madagascar, Ranavalona II, meurt, sans avoir de descendance. Le premier cercle du pouvoir, le premier ministre Rainilaiarivony et l'oligarchie andriana, cherche un héritier ou une héritière à la couronne de Madagascar dans la descendance d'un cousin germain. C'est Razafindrahety qui est choisie, devenant la reine Ranavalona III, mais Rasendranoro, sa sœur aînée, est tout autant, sinon plus, légitime. Elle reste proche de sa sœur. Elle emménage d'ailleurs dans un appartement du palais royal.
Le règne de Ranavalona III est une période très dure : elle assume une succession difficile, les Occidentaux ayant pris une place importante dans son royaume sous le règne de la précédente monarque Ranavalona II. Le territoire est convoité par les Anglais et les Français, qui trouvent finalement un accord à partir de 1885, s'octroyant des zones d'influence distinctes en Afrique : la France renonce à ses prétentions autres en Afrique orientale, en Égypte ou au Soudan pour privilégier l'île de Madagascar, à laquelle les Anglais renoncent. Les expéditions françaises se succèdent à Madagascar, malgré la volonté de la reine de sauvegarder l'indépendance du pays. Les troupes françaises prennent pied sur le territoire et pénètrent à l'intérieur du pays, au-delà des zones côtières. En janvier 1896, un traité entérine la prise de possession de Madagascar par la France. Fin février de la même année, le général Gallieni publie un arrêté abolissant la royauté, et en août, l'île est déclarée colonie française. Ranavalona III est contrainte à l'exil,.
Après l'abolition de la monarchie et l'instauration du régime colonial français, Rasendranoro, sa fille (la princesse Razafinandriamanitra) et sa tante (la princesse Ramasindrazana) rejoignent la reine déchue, Ranavalona III, à Toamasina. Contraintes à l'exil, elles prennent un bateau pour La Réunion. Le groupe arrive à la pointe des Galets et est conduit à Saint-Denis. Quelques jours après leur arrivée, la fille de Rasendranoro, la princesse Razafinandriamanitra, meurt de complications liées à un accouchement. Un mois après son arrivée à La Réunion, la famille royale s'installe dans une maison appartenant à Madame de Villentroy, située près des bureaux du gouvernement. Rasendranoro y vit pendant deux ans jusqu'à ce que la famille royale soit forcée par le gouvernement français de s'éloigner davantage de Madagascar, où la population se révolte. Le groupe est amené à Marseille. Après avoir vécu en France pendant quelques mois, il est transféré en Algérie française, dans une villa à Alger,. Rasendranoro y meurt en 1901.